# 永宁河 (嘉陵江支流)
永宁河是中国长江流域的一条河流，汇入嘉陵江上游，属于嘉陵江水系。河长129千米，流域面积2161平方千米，多年平均流量17立方米每秒。